# Louis Armstrong
Louis Armstrong (4 d'agost del 1901 – 6 de juliol del 1971), també conegut com a Satchmo o Pops, va ser un dels grans músics de jazz del segle xx. Armstrong va ser un personatge carismàtic i un músic innovador que, amb el seu talent musical i la seva personalitat, transformà el jazz en un estil de música popular.
Tot i que primer va guanyar fama com a trompetista, també va ser un dels més influents cantants de jazz. Conegut per la seva presència carismàtica i una veu profunda i fàcilment identificable, com també per la seva manera de tocar la trompeta, la influència d'Armstrong es va estendre més enllà de jazz, i al final de la seva carrera en els anys 60, va ser àmpliament reconeguda la seva gran influència en la música popular en general: el crític Steve Leggett descriu Armstrong com "potser el músic nord-americà més important del segle XX". Flea va arribar a proclamar que "Louis Armstrong va ser probablement el músic més gran que mai hagi existit... si volia podia tocar deu mil milions de notes, però només una simple nota ja era una cosa molt bella".

## Biografia

### Primers anys
Armstrong afirmà sovint en les entrevistes públiques que havia nascut l'1 de gener del 1900, una data que s'ha reproduït en moltes biografies. Tot i que va morir el 1971, no va ser fins a mitjans de la dècada del 1980 quan la seva veritable data de naixement es va saber, que era el 4 d'agost del 1901; va ser descoberta per l'examen dels registres de baptisme.
Va néixer en una família molt pobra i va viure la seva infantesa i joventut en un barri marginal de Nova Orleans. El seu pare, William Armstrong (1881–1922), va abandonar-los quan ell encara era un nen. La seva mare, Maria "Mayann" Albert (1886-1942), deixà després Louis i la seva germana Beatriz Armstrong Collins (1903-1987) a cura de la seva àvia, Josefina Armstrong i, de vegades, del seu oncle Isaac. Louis, als cinc anys, va tornar a viure amb la seva mare i els seus parents, i veia el seu pare, que vivia amb una altra dona, només a les desfilades.

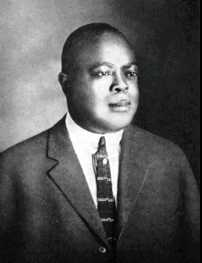
Joe King Oliver

Va assistir a l'escola Fisk per a nois, en què probablement va tenir els seus primers contactes amb la música criolla. Va aportar una mica de diners a l'economia familiar com a repartidor de diaris i també recollia aliments descartats i els venia als restaurants, però no va ser suficient per allunyar la seva mare de la prostitució. Es quedava fora dels salons de ball, en particular del Funky Butt, que era el més proper a casa seva, on hi havia de tot, des del ball llicenciós a la quadrilla. Arrossegava carbó per Storyville, el famós districte de la prostitució, i escoltava les bandes que tocaven en els bordells i salons de ball, sobretot el Pete Lala, on Joe King Oliver actuava, i altres músics famosos que es trobaven per tocar junts, allò que anomenaven ragtime, ja que encara no es deia jazz. En la seva família no existien antecedents musicals, i el seu interès per la música va sorgir veient i escoltant aquestes bandes de música, que habitualment desfilaven per les avingudes de Nova Orleans. Armstrong seguia amb atenció totes les desfilades d'aquestes bandes, i sempre que podia escoltava els músics veterans, i aprenia de Bunk Johnson, Buddy Petit i, especialment, de Joe King Oliver.
Als onze anys, després de desertar de l'escola, Armstrong es va unir a un quartet de nens que vivien en condicions similars, i cantaven als carrers per guanyar diners. També va començar a ficar-se en problemes. El cornetista Bunk Johnson va comentar que ell havia ensenyat a Armstrong, aleshores amb 11 anys, tocant d'oïda, al Dago Tony's Tonk, a New Orleans, encara que en els seus últims anys Armstrong va donar els mèrits a Oliver. La seva primera corneta va ser comprada amb diners que li van prestar els Karnofskys, una família d'immigrants russos jueva, que tenien un negoci de ferralla de tracció i li van donar feina. Per expressar la seva gratitud cap al Karnofskys, que el van tractar gairebé com un membre de la família, i li donaven menjar, Armstrong portà un penjoll amb una estrella de David la resta de la seva vida.

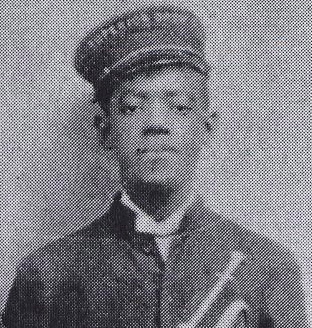
Bunk Johnson

Va començar a aprendre a tocar la corneta en la banda de la New Orleans Home for Colored Waifs, un reformatori per a nens negres abandonats on l'havien enviat diverses vegades per delictes menors com, per exemple, haver disparat a l'aire durant la celebració d'un cap d'any, fet que els registres policíacs confirmen. Després, aconsellat pel director del reformatori, Joseph Jones, i pel professor Peter Davis, va optar per la trompeta; Davis el va orientar en la disciplina i el treball musical i va influir en el seu desenvolupament com a músic. Malgrat els duríssims primers anys, Armstrong poques vegades va recordar la seva joventut com una època dolenta i, fins i tot, s'hi va inspirar: "Cada vegada que tanco els ulls i bufa la meva trompeta, veig el cor del bo de la vella Nova Orleans... Em va donar alguna cosa per viure".
Entre 1918 i 1919, ja havia guanyat reputació com a corneta, i va ser contractar pel director d'orquestra Kid Ory gràcies a una recomanació de Joe King Oliver, qui deixava el seu lloc de corneta. Louis va tocar en algunes orquestres de Nova Orleans, fins i tot en aquelles que tocaven en els vaixells del Mississipi, com per exemple l'anomenada orquestra de Fate Marable, la qual va realitzar una gira en un vaixell de vapor al llarg de tot el riu Mississipi. Armstrong definiria més tard aquesta època amb Marable com "la seva estada a la universitat", ja que va proporcionar-li una enorme experiència en el treball amb arranjaments escrits. Quan Joe Oliver abandonà Nova Orleans l'any 1919, Armstrong va ocupar el seu lloc a la banda de Kid Ory, que llavors era el grup de swing més important de la ciutat.

### Inicis de la carrera musical
El 1922, Armstrong junt amb el també trompeta Tommy Ladnier es va unir a l'èxode de músics del delta del Mississipi cap a Chicago, on va anar convidat per Joe King Oliver per a incorporar-se a la seva Creole Jazz Band com a segon corneta. L'orquestra d'Oliver era, a inicis dels anys vint, la millor i la més influent agrupació de swing de Chicago, en una època del Delta del Mississipi en què aquesta ciutat era el centre del jazz; va ser en aquest moment quan la popularitat d'Armstrong va començar a incrementar-se de manera exponencial.
El 1923, Armstrong va debutar amb l'orquestra d'Oliver per al segell discogràfic Okeh Records. Les seves primeres gravacions van incloure alguns solos i aparts com a segona corneta de la banda; el 1924, en canvi, ja era el solista més important i més creatiu del grup.
El febrer del 1924, es va casar amb Lillian Hardin, pianista d'Oliver, qui el va animar a abandonar el grup per intentar aconseguir majors objectius artístics. Així, es va separar amistosament d'Oliver i, després de treballar un breu període amb Ollie Powers, marxà cap a Nova York.
Aviat la seva fama va ser coneguda pel millor director d'orquestra negre del moment, Fletcher Henderson, qui li va oferir un contracte per unir-se a la seva banda Fletcher Henderson Orchestra, la principal banda afroamericana de l'època. Armstrong es va canviar a la trompeta per harmonitzar millor amb els altres músics de la seva secció orquestral, i va debutar amb aquesta el 29 de setembre del 1924 al Roseland Ballroom de Nova York.
Després de decidir-se a aprendre a llegir música, en només un any va revolucionar l'estil i la manera de tocar dels seus companys i va gravar amb les millors cantants de blues de l'època, com per exemple la Bessie Smith.
A més, durant aquest període, també va fer moltes gravacions de manera independent amb els arranjaments d'un vell amic de Nova Orleans, el pianista Clarence Williams, com per exemple els duets amb el seu "rival" musical Sidney Bechet, i la sèrie d'acompanyaments amb els Blues Singers.

### ElsHot Fivei elsHot Seven

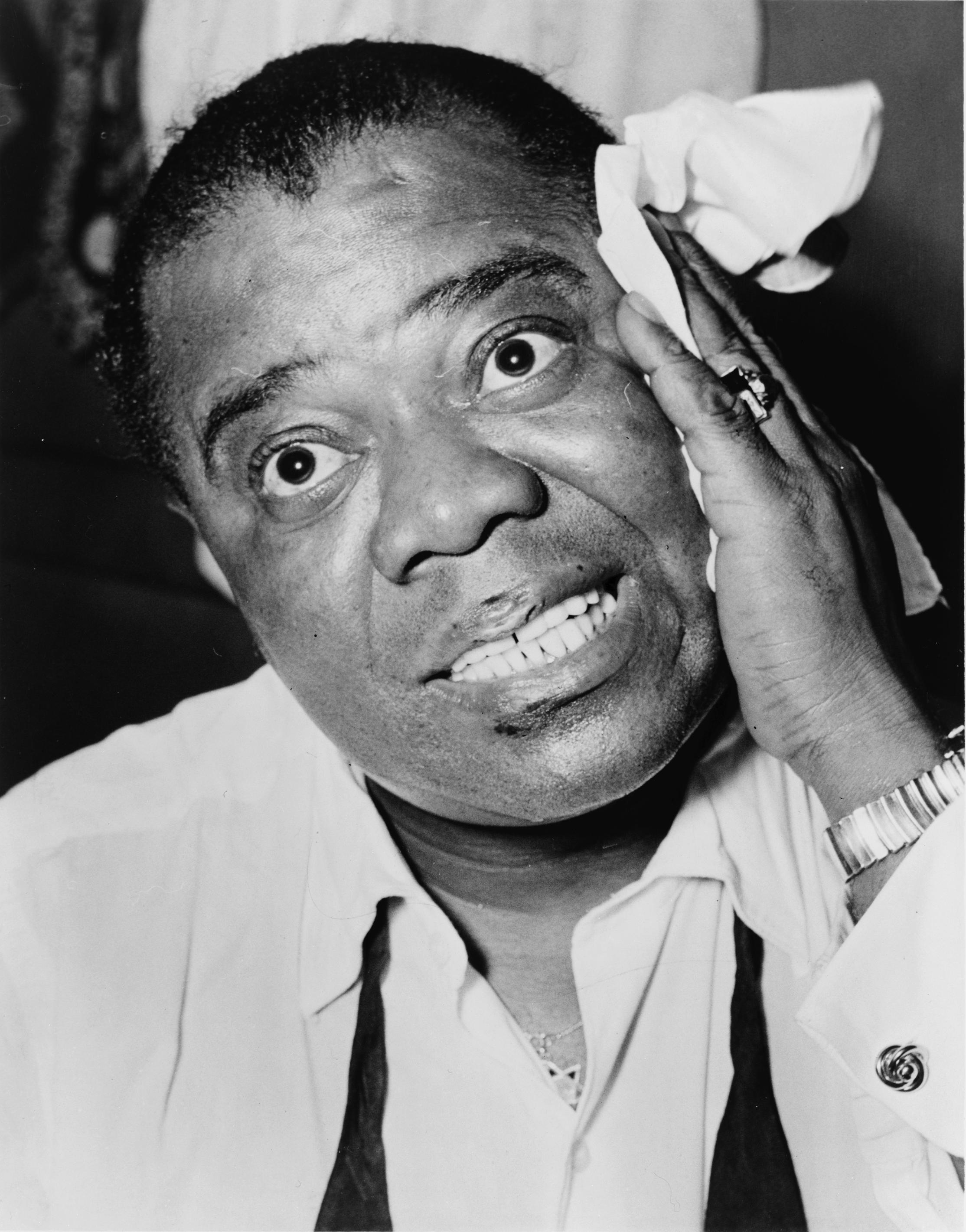
Louis Armstrong, 1956

El 1925, tornà a Chicago per unir-se a l'orquestra de Lil en el Dreamland Ballroom; va començar a gravar sota el seu propi nom per al segell OKeh Records, acompanyant dues formacions creades per ell anomenades Hot Five i Hot Seven, i produí èxits com Potato Head Blues, Muggles (una referència a la marihuana, la qual tendia a consumir) i West End Blues.
El seu treball dins d'ambdós grups es convertiria en clàssic dins de la història del jazz, i fou enormement influent i reinterpretat. Per exemple, la introducció que va fer amb la trompeta en West End Blues roman com una de les més famoses i celebrades improvisacions de la història del jazz.
Fora de l'estudi, va continuar tocant amb Big Bands, com per exemple les d'Erskine Tate i Carroll Dickerson, i el seu repertori va començar a canviar cap a cançons populars com Ain't Misbehavin. Recolzat ara per la prestigiosa banda de Dickerson, anunciada com la seva pròpia orquestra, Armstrong aplicava la seva virtuosa manera de tocar la trompeta i la seva inconfusible manera de cantar amb gran afecte en les melodies populars de l'època. L'aparició de Heebie Jeebies l'any 1926 suposa la primera mostra de l'estil vocal anomenat scat, que Armstrong faria famós: un solo instrumental cantat mitjançant sons o paraules sense cap sentit.
Armstrong se'n va tornar a Nova York l'any 1929, es va traslladar a Los Angeles el 1930 i va realitzar una gira per Europa a partir del 1932 (on tornaria dos anys després), i aconseguí un èxit espectacular a París. L'aparició de Joe Glaser el 1935 com el seu representant i la contractació de l'orquestra de Louis Russell com a formació de suport d'Armstrong van establir el curs dels esdeveniments durant la resta de la dècada, en què Armstrong va passar de ser una simple figura del jazz a ser un destacat membre de la indústria de l'entreteniment en general.
El 1940, Glaser va trencar la seva relació comercial amb la big band de Louis Russell i va contractar nous músics. Aquesta unitat va ser el principal suport amb què va comptar Armstrong fins al 1947. Poc després, enregistraria la banda sonora de la pel·lícula Nova Orleans, en què apareixia Louis i un petit grup que interpretaven obres del repertori clàssic del jazz. Després de passar molts anys de gira, el 1943 es va establir permanentment al barri de Queens, a Nova York. Encara que no vivia aliè a les vicissituds del Tin Pan Alley i al negoci musical controlat per gàngsters, Louis va continuar desenvolupant la seva tècnica i la seva carrera musical.
Durant els següents trenta anys, Armstrong va arribar a actuar una mitjana de tres-centes vegades per any. En els anys quaranta, les big bands van entrar en decadència a causa dels canvis en els gustos del públic; moltes sales de ball van tancar i amb l'arribada de nous mitjans de comunicació com la televisió, i l'auge de nous tipus de música, les big bands i el swing van passar a un segon lloc. Es va fer impossible mantenir i finançar orquestres itinerants de setze músics.

### The All Stars
Cap al 1947, Armstrong va reduir la seva banda a sis instruments, tornant així a l'estil Dixieland que l'havia fet famós al principi de la seva carrera. Aquest grup va ser anomenat All Stars i estava format per Armstrong (veu i trompeta), Jack Teagarden (trombó), Barney Bigard (clarinet), Earl Hines (piano), Big Sid Catlett (bateria) i Arvell Shaw (contrabaix). Amb ells, Louis Armstrong es va presentar el 13 d'agost del 1947 al club Billy Berg's de Los Angeles. Per l'agrupació, en diferents etapes de la seva història, van passar altres músics: Joe Garland, clarinetista i saxofonista el qual li'n va fer molts arranjaments pel seu conjunt, Trummy Young (qui va tocar amb Dizzy Gillespie a partir del 1944), Marty Napoleon, el bateria Cozy Cole, Billy Kille, Edmond Hall, Danny Barcelona, Tyree Glenn i Barrett Deems. Durant aquest període, va realitzar moltes gravacions i va aparèixer en unes trenta pel·lícules.
El 1964, Armstrong va gravar el que seria el seu tema més venut: Hello, Dolly. La cançó va assolir el primer lloc en les llistes dels Estats Units, superant el grup anglès The Beatles. Armstrong també va obtenir per aquest disc un premi Grammy al "Millor cantant masculí" i va ser nominat al "Millor disc de l'any". En aquest àlbum, es troba, també, un altre tema clàssic d'Armstrong: Jeepers Creepers.

### Mort

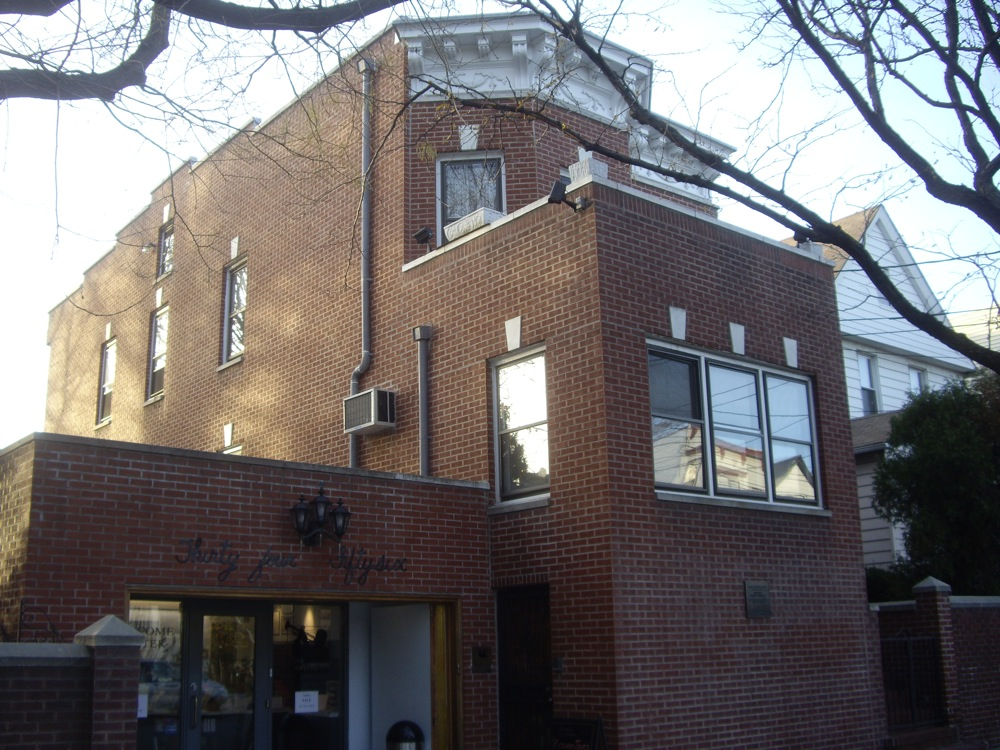
La casa d'Armstrong a Corona, Queens (Nova York)

Armstrong va treballar fins pocs anys abans de la seva mort i, encara que de vegades en els seus darrers anys realitzà algunes interpretacions més trivials, en d'altres era capaç de demostrar el seu encara sorprenent domini de la tècnica i de la intuïció musical.
Entre les seves nombroses destinacions artístiques, van arribar a tocar en diversos llocs d'Àfrica, Europa i Àsia, sota el patrocini del Departament d'Estat dels Estats Units. L'èxit va ser tan gran que va acabar sent conegut com a Ambassador Satch ('ambaixador Satch').
A causa de problemes de salut, va restringir les seves actuacions al mínim cap al final de la seva vida, tot i que va seguir tocant fins al dia de la seva mort. Louis Armstrong havia patit un atac de cor el 1959, del qual es va poder recuperar per a seguir tocant. Però un segon atac de cor el 1971, el va obligar a fer repòs durant dos mesos. Es va reunir novament per tocar amb el seu grup el 5 de juliol d'aquell mateix any i, l'endemà, a Corona, Queens (Nova York), per complicacions del cor, va morir mentre dormia; va ser just un mes abans de fer els 70 anys.

## Personalitat

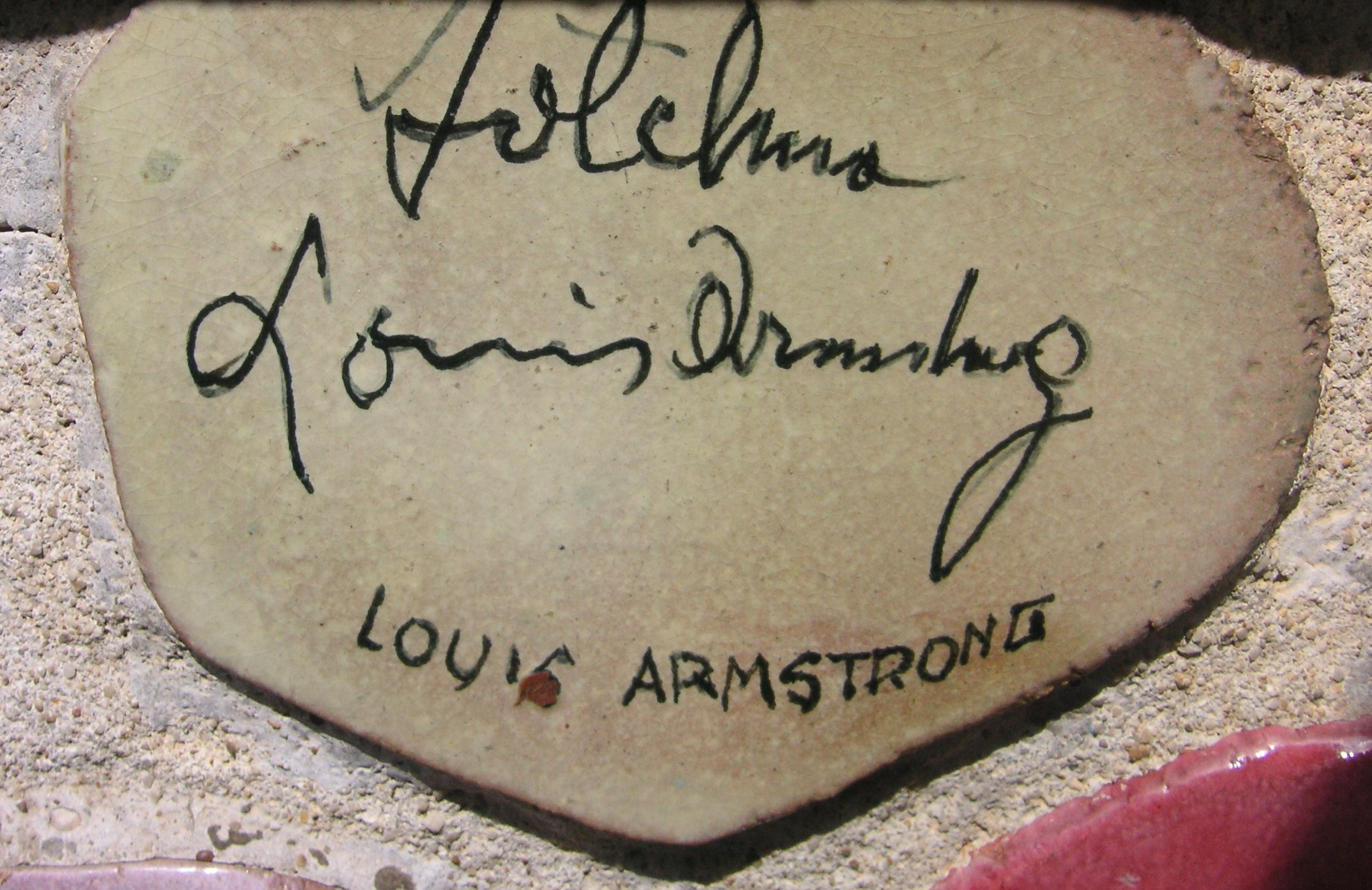
Autògraf de Louis Armstrong

El sobrenom Satchmo, o Satch, és una abreviació de Satchelmouth ('boca de bossa'). El 1932, el llavors editor de la revista Melody Maker, Percy Brooks, va saludar Armstrong a Londres amb la frase: "Hello, Satchmo!". Va abreujar la denominació de Satchelmouth, probablement de manera espontània, i aquest sobrenom va tenir èxit i es consolidà. Al començament de la seva carrera, també era conegut com a Dippermouth ('boca de cullerot'). Totes dues denominacions tenen a veure amb la forma en què embocava la trompeta mentre tocava. La situava sobre els llavis de manera que, després de moltes hores d'interpretació, li sorgia al llavi superior una escletxa, d'aquí el terme Dippermouth. Aquesta escletxa es pot observar en molts retrats de Louis d'aquest període i va tenir a veure amb l'orientació de la seva carrera cap al cant, activitat musical que li va arribar a suposar una trava a l'hora de tocar la trompeta. En qualsevol cas, després d'un període en què no la va tocar, va esmenar la seva manera de tocar l'instrument i va continuar amb la seva carrera instrumental. Els amics i alguns músics propers l'anomenaven també Pops, que és com Armstrong es dirigia normalment a ells (excepte Pops Foster, a qui sempre anomenava "George").
El sobrenom "Satchmo" i la càlida personalitat del sud d'Armstrong, combinats amb la seva inclinació natural a l'espectacle i a la recerca d'una resposta en el públic, van conduir a la creació d'un personatge públic –amb el somriure, la suor, el mocador– que va acabar per formar una imatge una mica afectada.
Va ser també criticat per acceptar el títol de King of the zulus, un títol honorífic per al cap del carnaval negre Krew dins la comunitat afroamericana de Nova Orleans, però una denominació desconcertant i ofensiva per als forans, pel seu vestit tradicional de faldilla verda i maquillatge de negre intentant satiritzar les actituds del sud blanques; això succeí en el Mardi Grass del 1949, una celebració del carnestoltes. L'aparent insensibilitat racial d'Armstrong en acceptar el títol i la disfressa de King of the zulus han estat vistos, a vegades, com a part d'un defecte major d'Armstrong: on alguns van veure una personalitat gregària i introvertida, d'altres veien algú que s'esforçava per atreure al públic blanc i tot a costa de convertir-se en una caricatura d'artista. Alguns músics van criticar també Armstrong per tocar davant audiències segregades i per no prendre una postura clara en el moviment pels drets civils, suggerint que era un Uncle Tom. Billie Holiday, per la seva banda, sempre el disculpava subratllant el seu gran cor.
Amb tot, Louis Armstrong va ser un suport financer molt important per a Martin Luther King Jr. i per a altres activistes pels drets civils, tot i que sempre preferí treballar en aquests assumptes de manera molt discreta, sense barrejar les seves idees polítiques amb el seu treball com a artista.
Les poques excepcions en què no va complir aquesta norma es van convertir llavors en molt efectives: la crítica d'Armstrong al president Eisenhower, dient-li "two-faced" ('amb dues cares') i covard, a causa de la seva inacció durant el conflicte de la segregació racial escolar a Little Rock, Arkansas; aquest acte va ser notícia nacional el 1957. També va protestar cancel·lant una gira per la Unió Soviètica en nom del Departament d'Estat dient que "per la manera en què estan tractant la meva gent al sud, el govern podria anar a l'infern" i que ell no podia representar el seu govern fora del país quan estava mantenint un conflicte amb el seu propi poble.
Va ser una persona especialment generosa, fins al punt de dir-se'n que havia gastat tants diners en els altres com en ell mateix.
D'altra banda, Armstrong va estar constantment preocupat per la seva salut i per les seves funcions corporals. Utilitzà amb freqüència laxants com a manera de controlar-se el pes, una pràctica que el va portar a fomentar-la públicament aportant la seva experiència i opinions en el llibre Lose Weight the Satchmo Way. El laxant favorit d'Armstrong en la seva joventut era Pluto Water, però posteriorment es va fer un entusiasta del remei natural Swiss Kriss, que també va publicitar sempre que se li va demanar.

## Música

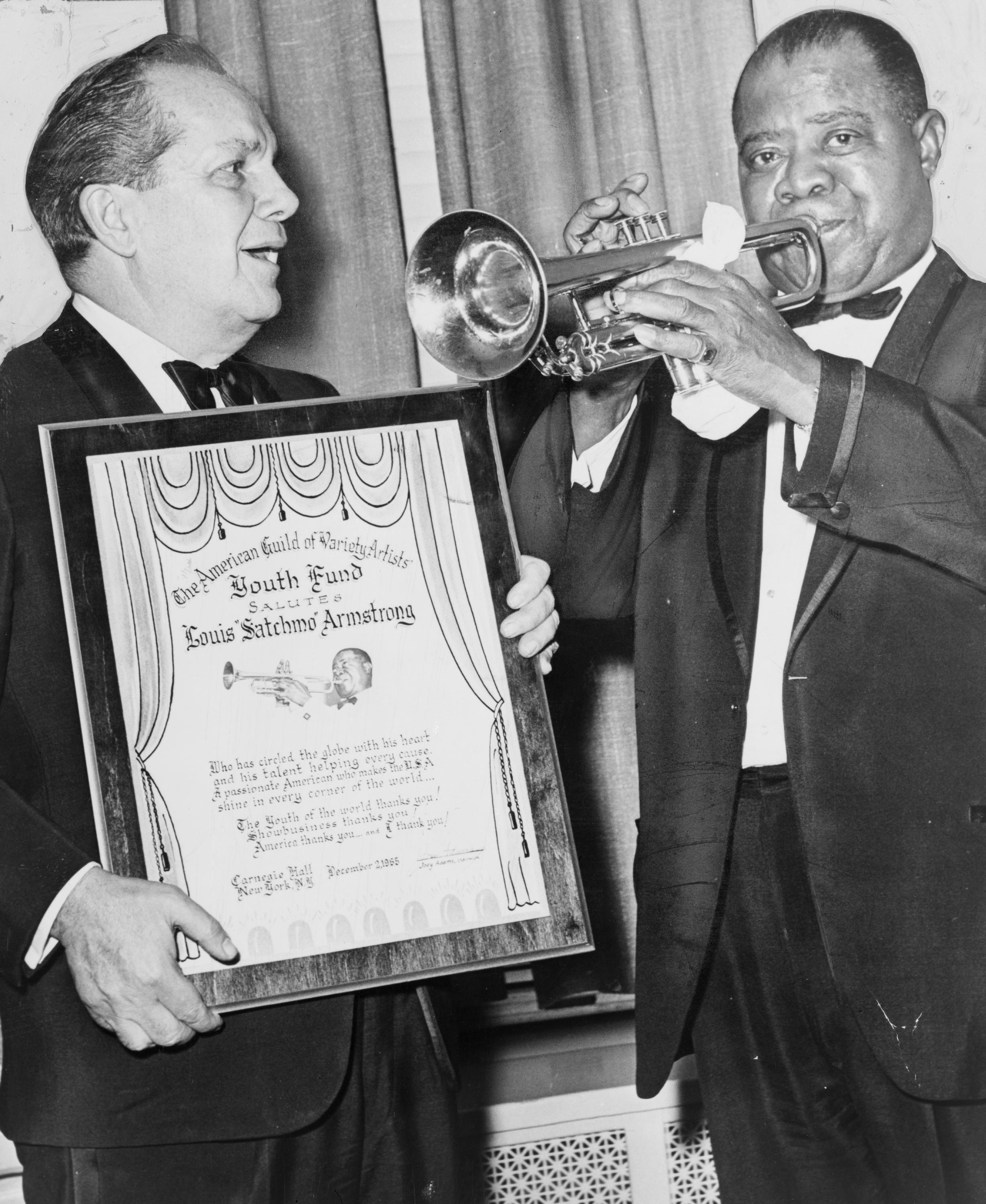
Armstrong rebent un premi de mans de Joey Adams al Carnegie Hall.

En els seus primers anys, Armstrong era conegut sobretot pel seu virtuosisme amb la corneta i la trompeta. Les seves millors versions musicals es poden escoltar en els enregistraments amb els Hot Five i els Hot Seven. Les improvisacions que va fer en aquelles gravacions sobre estàndards del jazz de Nova Orleans i sobre altres cançons populars del moment han resistit perfectament el pas del temps fins al punt de suportar la comparació amb qualsevol versió de les realitzades per altres intèrprets posteriors.
La generació més antiga de jazzistes de Nova Orleans apareixen sovint en les seves improvisacions com a variacions melòdiques. Les improvisacions d'Armstrong van ser noves i sofisticades en la seva època, encara que eren subtils i melòdiques. El que normalment feia era recompondre els temes populars que tocava, fent-los més interessants. El toc d'Armstrong és ple d'alegres, inspirades i originals melodies, salts creatius i ritmes subtilment relaxats o dinàmics. El geni d'aquestes composicions tan creatives s'origina en la tècnica interpretativa d'Armstrong, aconseguida després d'una pràctica constant que va ampliar la seva gamma, el seu to i les capacitats de la trompeta. En aquestes gravacions, Armstrong gairebé va arribar a crear sense ajuda de ningú el paper del solista de jazz, convertint el que era en essència una música col·lectiva d'un tipus de música folk en una forma d'art amb enormes possibilitats per a l'expressió individual.
L'activitat d'Armstrong en els anys vint va portar-lo a tocar més enllà dels límits de les seves habilitats. Les gravacions dels Hot Five, especialment, de vegades presenten errors i omissions de notes, encara que són difícilment perceptibles per a una audiència subjugada per unes actuacions plenes d'energia i espontaneïtat. Cap a mitjans dels anys trenta, Armstrong va assolir una seguretat plena en tenir consciència del que podia fer i en fer aquestes idees amb perfeccionisme.
A mesura que la seva música progressava i que la seva popularitat creixia, el seu cant també es va convertir en important. Armstrong no va ser el primer a gravar scat, però va ser un dels seus mestres i va ajudar a popularitzar-lo. Va aconseguir un gran èxit amb la seva interpretació de Heebie Jeebies, amb moments d'efectes scat, i va gravar I done forgot the words (Puc oblidar les paraules) a la meitat del seu enregistrament d'I'm A Ding Dong Daddy From Dumas. Aquestes gravacions van ser èxits i el cant scat es va convertir en una part important de les seves actuacions. Més enllà d'això, però, Armstrong experimentava amb el seu cant, escurçant o allargant les frases, inserint improvisacions, usant la seva veu de manera tan creativa com ho feia amb la trompeta.
Durant la seva llarga carrera, va tocar i va cantar amb els més importants instrumentistes i vocalistes de l'època; entre ells, cal destacar Jimmie Rodgers, Bing Crosby, Duke Ellington, Fletcher Henderson, Bessie Smith i, especialment, amb Ella Fitzgerald. La seva influència sobre Bing Crosby és particularment important en relació amb el consegüent desenvolupament de la música popular. Armstrong va gravar tres discos amb Ella Fitzgerald: Ella and Louis, Ella and Louis Again i Porgy and Bess, per al segell discogràfic Verve Records. Els seus enregistraments sobre temes de Fats Waller en Satch Plays Fats i el seu disc Louis Armstrong Plays WC Handy als anys cinquanta van ser, potser, les seves últimes gravacions creatives realment importants, encara que enregistraments posteriors com Disney Songs the Satchmo Way tenen moments musicals rellevants. En qualsevol cas, les seves últimes gravacions són criticades com a simples o repetitives.
Armstrong va aconseguir, al llarg de la seva carrera, un gran nombre de grans èxits amb les seves interpretacions, entre els quals es poden citar: Stardust, What a Wonderful World, When The Saints Go Marching In, Dream a Little Dream of Me --que anys més tard tornaria a assolir un altre gran èxit en la versió de Cass Elliot--, Ain't misbehavin, Stompin' at the Savoy, We Have All the Time in the World (una part de la banda sonora de la pel·lícula de James Bond, On Her Majesty's Secret Service, i una part també d'un anunci del 1994 de Guinness).
El 1964, Armstrong va desbancar The Beatles encapçalant les llistes del Billboard Hot 100 amb Hello, Dolly, que va proporcionar a l'intèrpret de 63 anys un rècord als Estats Units en ser l'artista de més edat a aconseguir un número 1. El 1968, va assolir un altre gran èxit al Regne Unit amb la sentimental cançó pop What a Wonderful World, que va copar les llistes britàniques durant un mes, encara que als Estats Units no tingués tant d'èxit. La cançó va calar encara més en la consciència popular quan va ser utilitzada en la pel·lícula del 1987 Good Morning, Vietnam, i aconseguí com a conseqüència una gran popularitat en tot el món. També seria utilitzada 9 anys més tard en la pel·lícula Dotze micos.
Armstrong es va aproximar a molts tipus de música, des del blues més arrelat als arranjaments més ensucrats de Guy Lombardo, des de les cançons folk hispanoamericanes a simfonies i òperes clàssiques. Armstrong va incorporar influències de totes aquestes fonts en les seves interpretacions, de vegades provocant l'atordiment dels seus fans, que volien que l'artista es mantingués en una línia més convencional. Armstrong va ser situat al Rock and Roll Hall of Fame en ser considerat com una de les seves primeres influències. Alguns dels seus solos dels anys cinquanta, com per exemple la rockera versió del Saint Louis Blues del disc amb W. C. Handy, mostren que la influència va ser recíproca.

## Influència i llegat

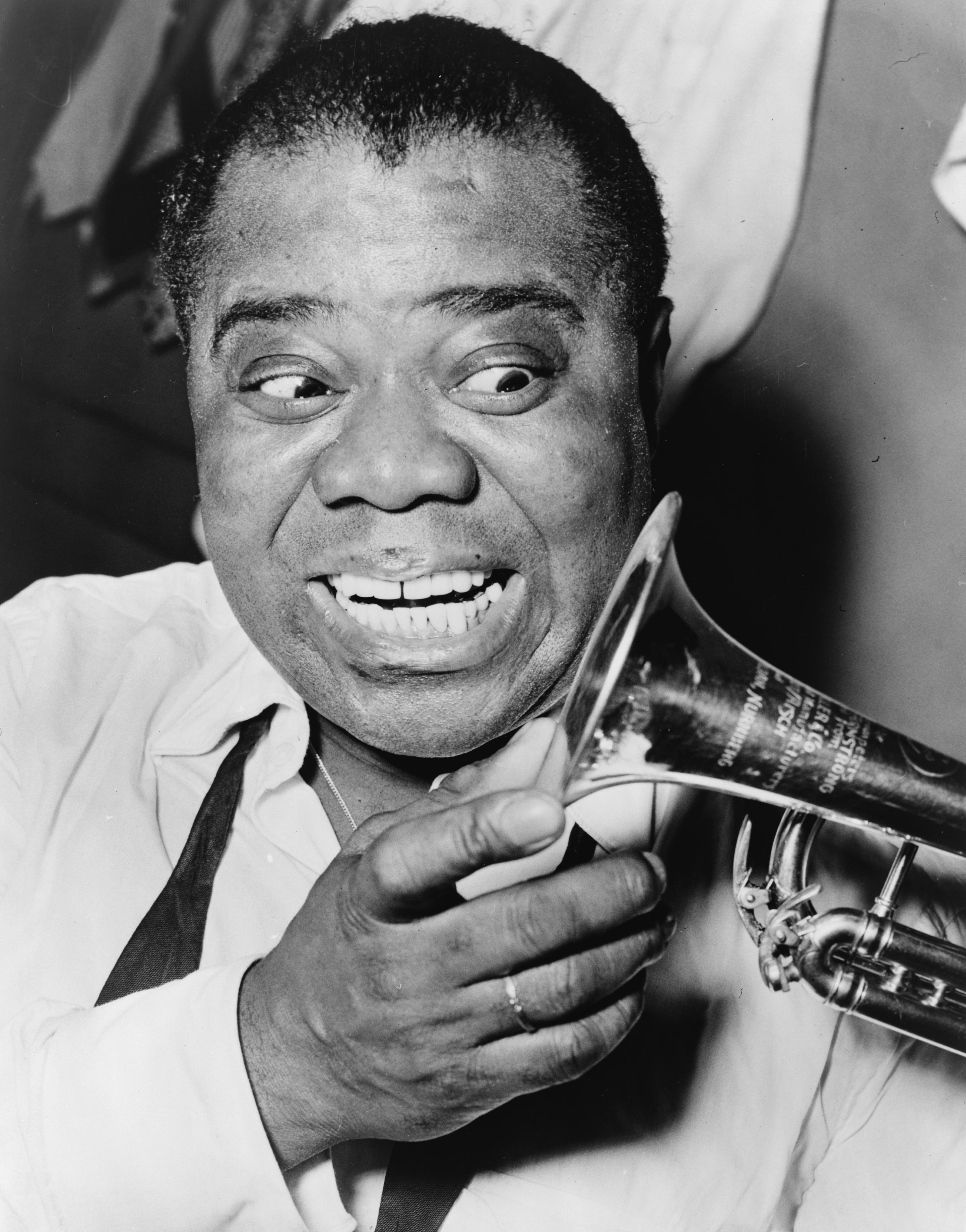
Louis Armstrong

La influència d'Armstrong en el desenvolupament del jazz és virtualment inabastable. Fins i tot, es pot dir que a causa de la seva desbordant personalitat, tant com a figura pública en els seus últims anys com com a intèrpret, la seva contribució com a músic i cantant ha pogut ser infravalorada.
Com a trompetista virtuós, Armstrong tenia una toc únic i un extraordinari talent per a la improvisació melòdica. Amb el seu toc, la trompeta va emergir com un instrument solista en el jazz. Va ser un magnífic acompanyant i músic de grup, a part de les seves extraordinàries qualitats com a solista. Amb les seves innovacions, va elevar el llistó musical per a tots els que van hi venir darrere.
Armstrong és considerat l'inventor de l'essència del cant jazzístic. Tenia una veu extraordinàriament peculiar, greu i trencada, que desplegava amb gran destresa en les seves improvisacions, reforçant la lletra i la melodia d'una cançó amb propòsits expressius. Va ser també un gran expert en l'scat, i fins i tot d'acord amb algunes llegendes l'havia arribat a inventar ell durant la seva gravació de Heebie Jeebies en veure's obligat a improvisar síl·labes sense sentit en caure-li les partitures a terra. Billie Holiday, Bing Crosby i Frank Sinatra són exemples de cantants influenciats per ell.
Armstrong va aparèixer en més d'una dotzena de pel·lícules de Hollywood; va fer de protagonista en la pel·lícula Els pares d'ell (encara que en poques escenes amb certa rellevància), habitualment de director de banda o com a músic. Va ser el primer afroamericà a protagonitzar un espectacle radiofònic d'àmbit nacional als anys trenta. Va realitzar també aparicions televisives, especialment en els cinquanta i seixanta, entre les quals s'inclouen aparicions a The Tonight Show de Johnny Carson. Louis Armstrong té una estrella al Passeig de la Fama de Hollywood en el 7.601 Hollywood Boulevard.
Moltes de les gravacions d'Armstrong continuen sent populars. Més de tres dècades després de la seva mort, un gran nombre d'aquestes de tots els períodes de la seva carrera són accessibles al públic en una manera que no ho van estar en vida d'ell. Les seves cançons són emeses i escoltades habitualment, i són honrades en pel·lícules, sèries de televisió, anuncis, i fins i tot en anime i jocs d'ordinador. A Kiss to Build a Dream on va ser inclosa en el joc d'ordinador Fallout 2, com a acompanyament de la introducció. Els seus enregistraments amb Joe Oliver i el seu Creole Jazz Band continuen sent escoltats com a documents de l'estil grupal del jazz de Nova Orleans. Massa sovint, però, d'Armstrong només queda el seu toc sublim de trompeta enmig d'orquestres planes i convencionals. Melancholy Blues, interpretada per Armstrong i els Hot Seven, va ser inclosa en el Voyager Golden Record i enviada a l'espai com a representant dels més grans èxits de la humanitat.
Armstrong va crear una fundació no lucrativa per a l'educació musical de nens discapacitats i va llegar la seva casa i el substancial dels seus arxius d'escrits, llibres, enregistraments i records a la City University del Queens College de Nova York, tot això una vegada que s'hagués produït també la mort de la seva dona Lucille. Els arxius de Louis Armstrong estan oberts als investigadors i la seva casa va ser oberta al públic com a museu el 15 d'octubre del 2003.
El principal aeroport de Nova Orleans porta com a nom Aeroport Internacional Louis Armstrong.

## Discografia
- 1923: Louis Armstrong and King Oliver (Milestone)
- 1923: Clarence Williams' Blue Five (CSB)
- 1928: Hot Fives And Sevens, Vol. 3 (JSP)
- 1931: Stardust (Portrait)
- 1933: Louis Armstrong Sings the Blues (RCA)
- 1947: Satchmo at Symphony Hall, Vol. 2 [live] (Decca)
- 1949: Satchmo Serenades (Polygram Records)
- 1951: Satchmo at Pasadena [live] (Decca)
- 1954: Louis Armstrong Plays W.C. Handy	(Columbia/Legacy)
- 1955: Louis Armstrong at the Crescendo, Vol. 1 [live] (Decca)
- 1955: Ambassador Satch (Columbia/Legacy)
- 1955: Satch Plays Fats: The Music of Fats Waller (Sony)
- 1955: Satchmo the Great (Sony)
- 1956: Ella and Louis (Polygram Records)
- 1956: Pasadena Civic Auditorium June 20, 1956 (Giants of Jazz)
- 1957: Porgy & Bess (Polygram Records)
- 1957: Ella and Louis Again (Polygram Records)
- 1957: Louis Armstrong Meets Oscar Peterson (Polygram Records)
- 1957: Louis and the Angels (Umvd Labels)
- 1959: The Five Pennies (Decca)
- 1960: Happy Birthday, Louis! Armstrong & His All-Stars (Omega)
- 1960: Satchmo Plays King Oliver (Varese Sarabande)
- 1961: Together for the First Time [With Duke Ellington] (Roulette)
- 1963: Hello, Dolly! (Mca)
- 1968: What a Wonderful World (Verve)
- 1968: Disney Songs the Satchmo Way (Disney)
- 1969: On Her Majesty's Secret Service (Capitol). BSO de 007 al servei de sa majestat.
- 2002: The Best of Louis Armstrong: The Hot Five and Seven Recordings (Columbia/Legacy)
- 2002: Satchmo Live (Orpheus Records)
- 2006: Complete New York Town Hall & Boston Symphony Hall Concerts (DeFinitive)